# (148780) Altjira
(148780) Altjira est un objet transneptunien évoluant dans la ceinture de Kuiper, découvert le 20 octobre 2001 par M. W. Buie à Kitt Peak (dans le cadre du Deep Ecliptic Survey) et désigné provisoirement 2001 UQ18.

## Caractéristiques orbitales
Cet astéroïde orbite à 44,1 unités astronomiques du Soleil avec une excentricité modeste (0,06) ce qui place son aphélie et son périhélie respectivement à 46,9 et 41,3 UA, pour une période de révolution de 293 ans et une inclinaison de 5,2°. Ces caractéristiques orbitales le font entrer dans la sous-catégorie des cubewanos.

## Caractéristiques physiques
Il mesurerait environ 160 kilomètres (fourchette 128–200 km).

## Origine du nom
Altjira est le dieu créateur dans la mythologie aborigène australienne.

## Compagnon
Altjira est en fait un objet binaire. Son compagnon, S/2007 (148780) 1, évolue à 5 800 km en 23 jours et mesurerait environ 140 kilomètres (fourchette 100–180 km).

## Sources
1. ↑  (en) « How many dwarf planets are there in the outer solar system? », sur web.gps.caltech.edu (consulté le 30 avril 2016)
2. 1 2  (en) « Asteroids with Satellites Database--Johnston's Archive », sur www.johnstonsarchive.net (consulté le 12 avril 2023)